# Trimmelkam
Trimmelkam ist ein Dorf im südwestlichen Innviertel in Oberösterreich und Ortschaft in der Gemeinde St. Pantaleon. Der zur Katastralgemeinde Wildshut gehörende Ort zählt 352 Einwohner. Von 1947 bis 1993 befand sich hier ein Kohlebergwerk.

## Lage
Trimmelkam liegt etwa vier Kilometer nordwestlich von St. Pantaleon und knapp zwei Kilometer östlich der deutsch-österreichischen Grenze. Nachbarorte sind Ostermiething im Nordwesten, Diepoltsdorf (Gem. Ostermiething) im Norden, Weyer (Gemeinde Haigermoos) im Nordosten, Wildshut im Süden, Stockham und Riedersbach im Südwesten.
Zur Ortschaft gehören auch im Südosten die Vorderberger Siedlung und ein Teil des Weilers Esterloh. Der zur Ortschaft Weyer zählende Weiler Schmieding ist mit Trimmelkam weitgehend verwachsen.
Rund ein Kilometer östlich von Trimmelkam befindet sich der zu Freizeitzwecken genutzte Höllerersee.

## Infrastruktur
Der Bahnhof Trimmelkam war bis zum 14. Dezember 2014 als Endpunkt der von der Salzburg AG betriebenen Bahnstrecke Bürmoos–Trimmelkam in das Netz der S-Bahn Salzburg integriert. Mit 14. Dezember 2014 wurde die Strecke auch fahrplanmäßig bis nach Ostermiething verlängert. Er ist von Salzburg stündlich, in den Hauptverkehrszeiten halbstündlich erreichbar.
In Trimmelkam wurde von 1947 bis 1993 ein Kohlebergwerk der Salzach-Kohlenbergbau-Gesellschaft (SAKOG) betrieben, das das nahe Kraftwerk Riedersbach mit Braunkohle belieferte, bis dieses auf Steinkohle umgerüstet wurde. Die Kohlevorkommen hängen geologisch mit denen des Hausrucks und Kobernaußerwaldes zusammen. Die als einzigartig empfundene Schachtanlage wurde nach Schließung auf Geheiß des Bürgermeisters von St. Pantaleon abgerissen und auf dem ehemaligen Betriebsgelände der Bergwerksgesellschaft ein Industriepark errichtet.
Am Ort befindet sich außerdem ein Kultur- und Freizeitcenter, das Kulturzentrum „sakog“.